# Füzér
Füzér is een plaats (község) en gemeente in het Hongaarse comitaat Borsod-Abaúj-Zemplén. Füzér telt 604 inwoners (2001).

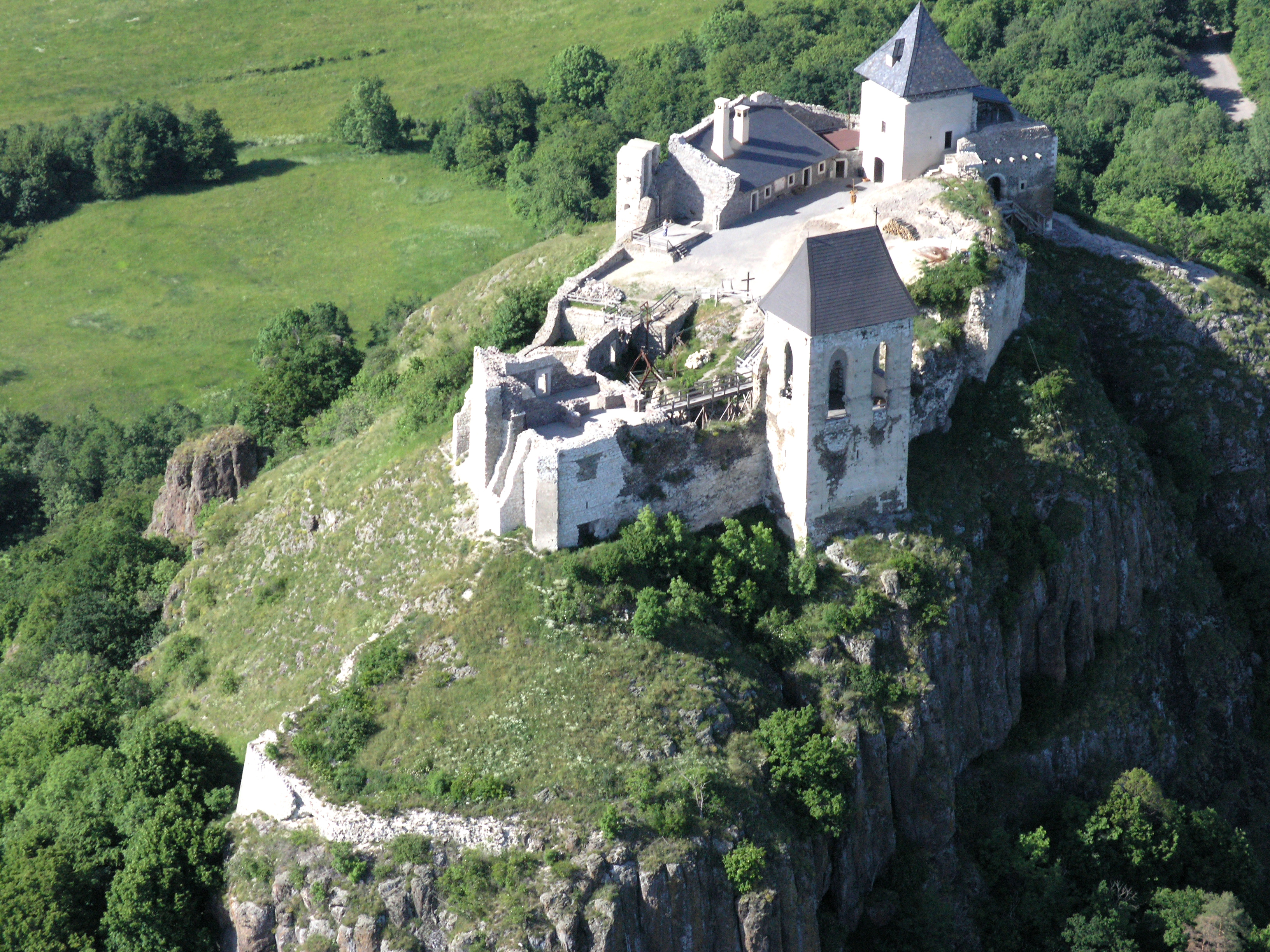
Fuzerivar
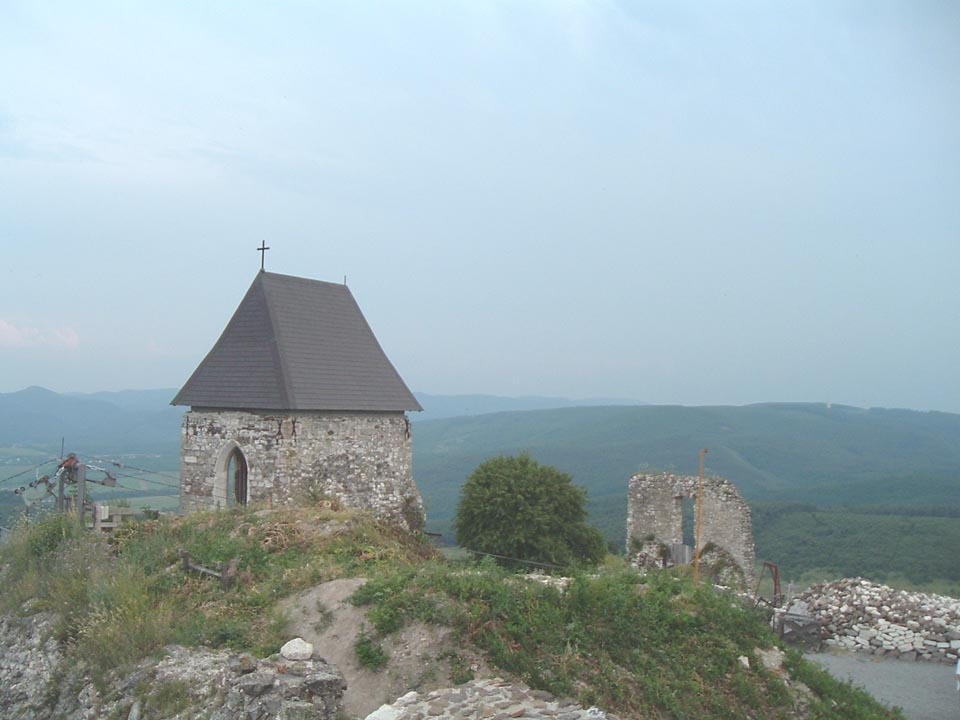
Kapel in Füzér
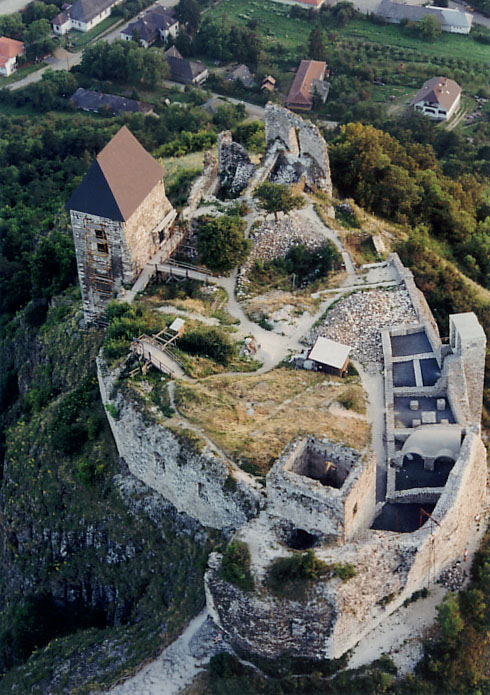
Kasteel van Füzér
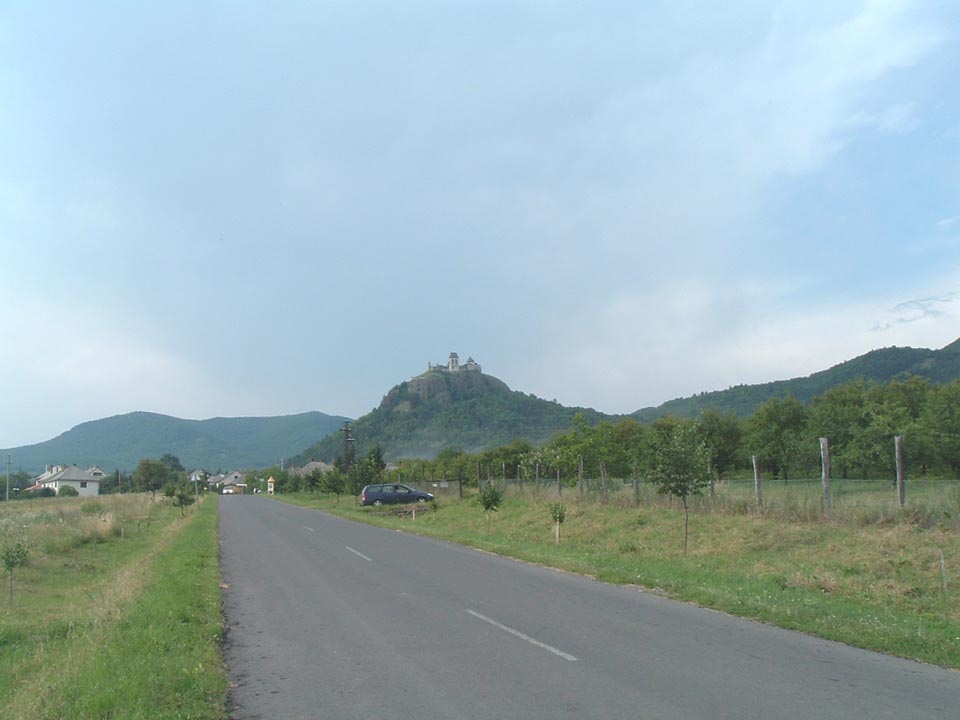
Füzér